# Soyuz MS-15
Soyuz MS-15 là một chuyến bay tàu vũ trụ Soyuz phóng vào ngày 25 tháng 9 năm 2019, đưa hai thành viên của phi hành đoàn Expedition 61 và một thành viên lưu trú ngắn ngày đến Trạm Vũ trụ Quốc tế. Soyuz MS-15 là chuyến bay thứ 144 của tàu vũ trụ Soyuz. Đây là chuyến bay cuối cùng của tên lửa Soyuz-FG trước khi được thay thế bởi tên lửa Soyuz-2.1a trong vai trò phóng phi hành gia lên không gian. Đây cũng là lần phóng cuối cùng từ Bệ phóng 1/5 (Gagarin's Start) tại Sân bay vũ trụ Baikonur.
Phi hành đoàn bao gồm một chỉ huy người Nga, một kỹ sư chuyến bay người Mỹ và phi hành gia người UAE đầu tiên. Để kỷ niệm sự kiện này, hình ảnh của tên lửa Soyuz và phi hành gia Hazza Al Mansouri đã được chiếu trên Burj Khalifa, tòa nhà cao nhất thế giới.

## Phi hành đoàn
| Vị trí                                            | Phi hành gia phóng lên                                                                           | Phi hành gia trở về                                                                              |
| ------------------------------------------------- | ------------------------------------------------------------------------------------------------ | ------------------------------------------------------------------------------------------------ |
| Chỉ huy                                           | Oleg I. Skripochka, Roscosmos - Thành viên phi hành đoàn Expedition 61 - Chuyến bay vũ trụ thứ 3 | Oleg I. Skripochka, Roscosmos - Thành viên phi hành đoàn Expedition 61 - Chuyến bay vũ trụ thứ 3 |
| Kỹ sư chuyến bay 1                                | Jessica U. Meir, NASA - Thành viên phi hành đoàn Expedition 61 - Chuyến bay vũ trụ đầu tiên      | Jessica U. Meir, NASA - Thành viên phi hành đoàn Expedition 61 - Chuyến bay vũ trụ đầu tiên      |
| Thành viên tham gia chuyến bay/Kỹ sư chuyến bay 2 | Hazza Al Mansouri, MBRSC (Trung tâm Vũ trụ Mohammed bin Rashid) - Chuyến bay vũ trụ đầu tiên     | Andrew R. Morgan, NASA - Thành viên phi hành đoàn Expedition 61 - Chuyến bay vũ trụ đầu tiên     |

Nguồn:

### Phi hành đoàn dự phòng
| Vị trí                                            | Phi hành gia                                                   |
| ------------------------------------------------- | -------------------------------------------------------------- |
| Chỉ huy                                           | Sergey N. Ryzhikov, Roscosmos                                  |
| Kỹ sư chuyến bay 1                                | Thomas H. Mashburn, NASA                                       |
| Thành viên tham gia chuyến bay/Kỹ sư chuyến bay 2 | Sultan Al Neyadi, MBRSC (Trung tâm Vũ trụ Mohammed bin Rashid) |